# Rodano e Loira
Rodano e Loira (in lingua francese: Rhône-et-Loire) è stato un dipartimento della Prima Repubblica francese con capoluogo Lione. Il suo nome deriva dai fiumi Rodano e Loira. Comprendeva i territori del Lyonnais, il Beaujolais ed il Forez.

## Storia
Venne istituito il 4 marzo 1790, come gli altri dipartimenti francesi, e abolito il 12 agosto 1793 quando venne diviso nei dipartimenti del Rodano (Rhône, con prefettura a Lione) e Loira (Loire, con prefettura dapprima a Feurs, poi a Montbrison ed infine a Saint-Étienne, l'attuale capoluogo). La suddivisione del dipartimento fu una risposta alle attività contro-rivoluzionarie a Lione, la seconda città francese per popolazione.